# Andrew Lawson (auteur de jeux)
Pour les articles homonymes, voir Lawson.
Andrew Lawson (??) est un auteur de jeux de société.

## Ludographie

### AvecJack Lawson
- Briques à bloc ou Make'n'Break, 2004, Ravensburger, Sceau d'excellence Option consommateurs  2005

### Avec Jack Lawson, B. Lawson et S. Lawson
- Imagine, 2001, Tactic